# Terytorium niezorganizowane
Terytorium niezorganizowane (ang. unorganized territory) – w prawodawstwie USA terytorium pozbawione władz samorządowych i zarządzane przez władze zwierzchnie. Niezorganizowanymi terytoriami są tereny dla, których Kongres Stanów Zjednoczonych nie przyjął aktu organicznego. Obecnie terytoriami niezorganizowanymi są amerykańskie terytoria zależne zarządzane przez Biuro Spraw Terytoriów Zależnych Departamentu Zasobów Wewnętrznych USA. Praktycznie do niezorganizowanych terytoriów należy Samoa Amerykańskie, które jednak posiada własny samorząd, istniejący na podstawie specjalnej konstytucji z 1967 roku, choć jego mieszkańcy nie posiadają obywatelstwa amerykańskiego. Atol Palmyra stanowi jedyne inkorporowane terytorium niezorganizowane.

## Historia

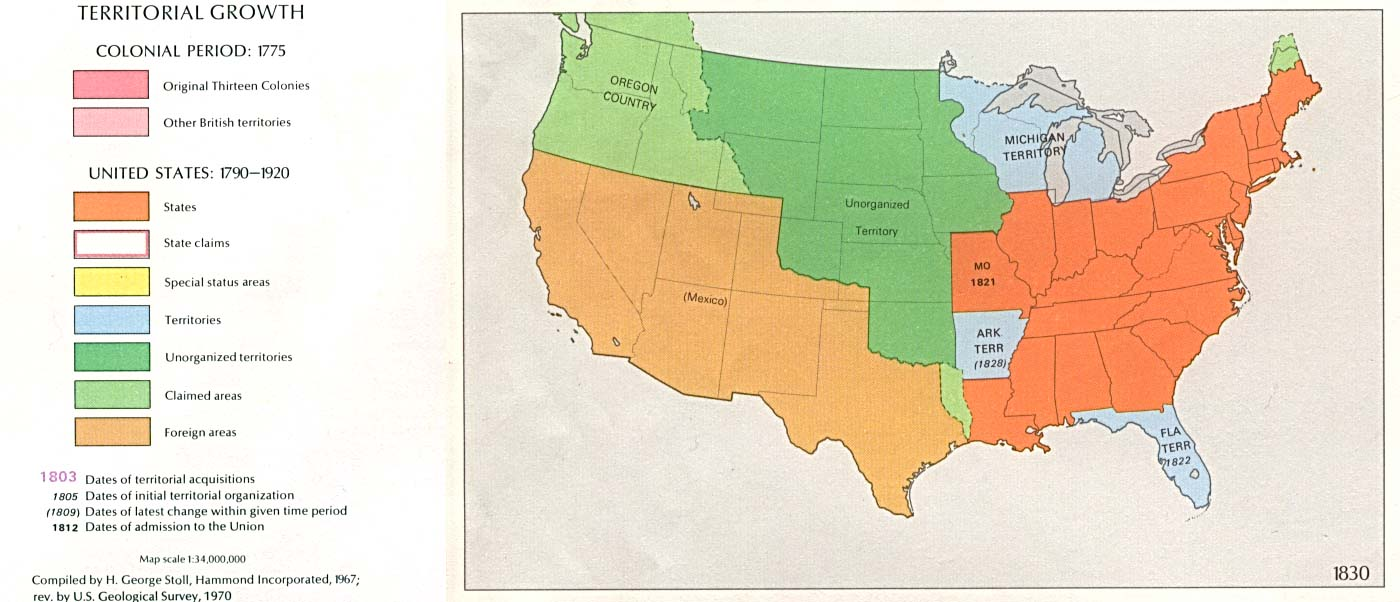
Organizacja terytorium USA w 1830 roku

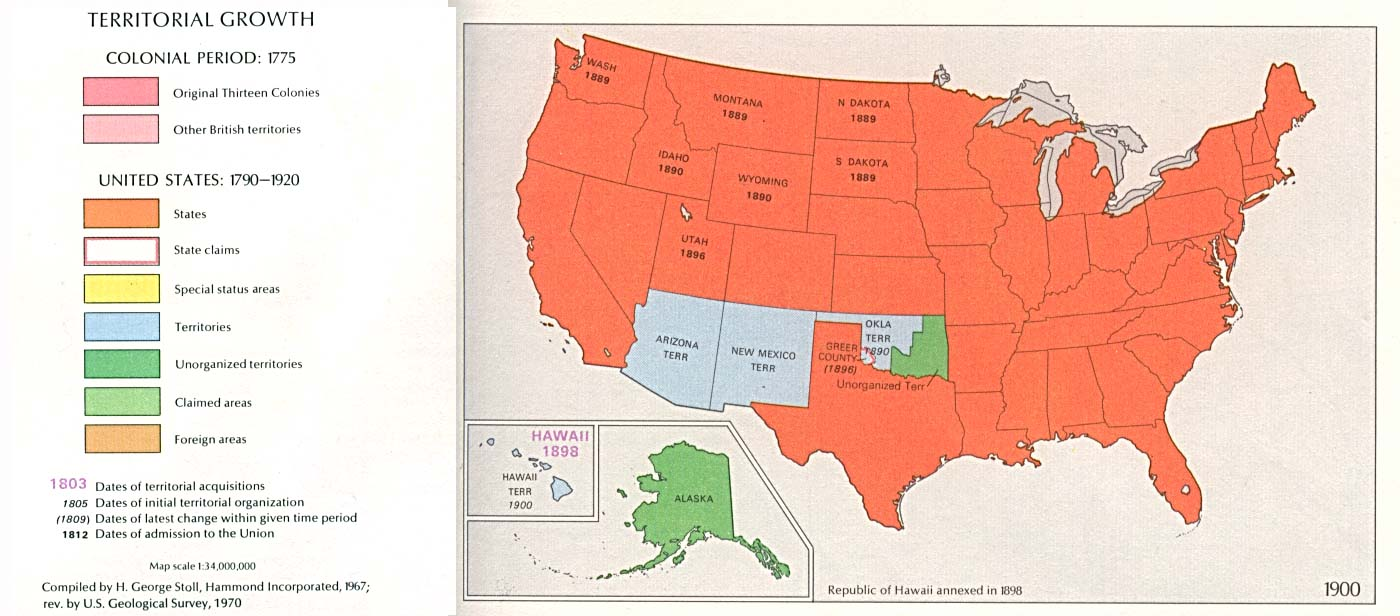
Organizacja terytorium USA w 1900 roku

Historycznie pojęcie niezorganizowanych terytoriów w administracji USA pochodzi od stosowanego przez władze tego kraju określenia rozległych ziem położonych na zachodzie kontynentu północnoamerykańskiego, na Wielkich Równinach przed podzieleniem go na mniejsze terytoria. Do 1812 roku te ziemie należały do Terytorium Luizjany, a przez następne dziewięć lat do Terytorium Missouri.
W 1821 roku tzw. Kompromis Missouri pozwolił doprowadzić do wydzielenia stanu Missouri, pozostawiając resztę niezorganizowaną. Ustawa o Kansas i Nebrasce z 1854 roku spowodowała podzielenie terytoriów zachodnich na Terytorium Nebraski i Terytorium Kansas.

## United States Census Bureau
Według definicji United States Census Bureau, terytorium niezorganizowane istnieje, gdy hrabstwo składa się z fragmentów, które nie są częścią żadnego legalnego minor civil division lub terytorium inkorporowanego. Po raz pierwszy ten termin został użyty w spisie powszechnym z 1960 roku.
Według spisu z 2000 roku istniało 305 takich terytoriów o łącznej powierzchni 221 164,87 km² i populacji 247 331 osób.
Największą populację wśród terytoriów niezorganizowanych USCB posiada Camp Lejeune, baza United States Marine Corps o zamieszkana przez 34 452 osób.
| Stan              | Ilość | Powierzchnia (km²) | Procent powierzchni |
| ----------------- | ----- | ------------------ | ------------------- |
| Dakota Południowa | 102   | 103 042,114        | 52,428              |
| Dakota Północna   | 86    | 52 727,67          | 29,515              |
| Maine             | 36    | 36 395,73          | 45,534              |
| Minnesota         | 71    | 27 329,68          | 13,255              |